# Zenodorus variatus
Zenodorus variatus är en spindelart som beskrevs av Pocock 1899. Zenodorus variatus ingår i släktet Zenodorus och familjen hoppspindlar. Inga underarter finns listade i Catalogue of Life.